# M0 (Hongarije)
De M0 is de ringweg van de Hongaarse hoofdstad Boedapest. Het is een onvoltooide ringweg met de vorm van een hoefijzer. Het eerste deel ten zuidoosten van de hoofdstad werd in 2005 opengesteld en naar verluidt is het de bedoeling om in secties alle in Boedapest aankomende snelwegen, de M1, M2, M3, M4, M5, M6 en M7 met elkaar te verbinden door middel van deze ringweg.
De geplande lengte van de M0 is 108 kilometer. Inmiddels is hier 79 kilometer van opengesteld.

## Foto's

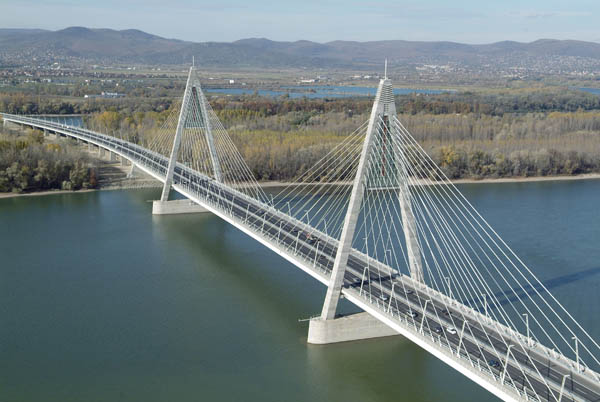
De M0 over de Megyeribrug
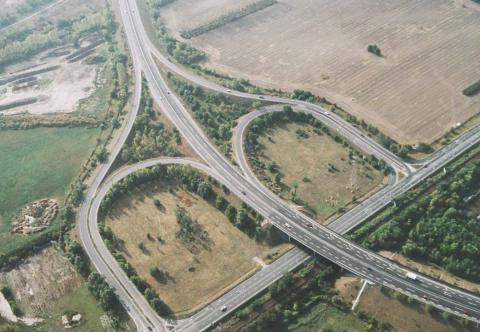
Een aansluiting van de M0

M0 ·
M1 ·
M2 ·
M3 ·
M4 ·
M5 ·
M6 ·
M7 ·
M8 ·
M9 ·
M15 ·
M19 ·
M25 ·
M30 ·
M31 ·
M35 ·
M43 ·
M44·
M51 ·
M60 ·
M70·
M76·
M80·
M85·
M86